# Жольт Мужнаї
Жольт Мужнаї (рум. Zsolt Muzsnay, нар. 20 червня 1965, Клуж-Напока) — румунський футболіст, що грав на позиції півзахисника.
Виступав, зокрема, за клуб «Університатя» (Клуж-Напока), а також національну збірну Румунії.
Володар Кубка Бельгії.

## Клубна кар'єра
У дорослому футболі дебютував 1983 року виступами за команду «Університатя» (Клуж-Напока), в якій провів п'ять сезонів, взявши участь у 79 матчах чемпіонату. 
Згодом з 1988 по 1995 рік грав у складі команд «Біхор», «Стяуа», «Фехервар», «Антверпен» та знову «Фехервар».
Завершив ігрову кар'єру у команді «Біхор», у складі якої вже виступав раніше. Повернувся до неї 1998 року, захищав її кольори до припинення виступів на професійному рівні у 1999 році.

## Виступи за збірну
У 1984 році дебютував в офіційних матчах у складі національної збірної Румунії.
У складі збірної був учасником чемпіонату світу 1990 року в Італії.
Загалом протягом кар'єри в національній команді, яка тривала 7 років, провів у її формі 6 матчів.

## Титули і досягнення
- Володар Кубка Бельгії (1):

«Антверпен»: 1991-1992